# Han Solo
Han Solo – fikcyjna postać z mitologii Gwiezdnych wojen, jeden z głównych bohaterów w serii filmów, grany przez aktora Harrisona Forda (w pięciu częściach), a także w jednej części przez Aldena Ehrenreicha. Solo jest dowcipnym przemytnikiem z planety Korelia, który lata na Sokole Millennium ze swoim przyjacielem, drugim pilotem, wookieem Chewbaką.
Oprócz Harrisona Forda, który jest najbardziej ikonicznym odtwórcą tej postaci, w rolę Hana Solo wcielił się Perry King, który użyczył głosu bohaterowi w adaptacji radiowej Gwiezdnych wojen w amerykańskim radiu publicznym w 1981. Początkowo rola Hana Solo została zaproponowana Alowi Pacino, ten jednak ją odrzucił. W filmie Han Solo: Gwiezdne wojny – historie (będącym spin-offem serii Gwiezdne wojny) w roli młodego Hana pojawił się Alden Ehrenreich.
W Nowej nadziei Han jest przemytnikiem, który z trudem wiąże koniec z końcem. Pod koniec filmu pomaga Luke’owi Skywalkerowi zniszczyć Gwiazdę Śmierci i zostaje bohaterem Sojuszu Rebeliantów. W Imperium kontratakuje (które dzieje się trzy lata później) wciąż jest w czynnej służbie Rebelii, ale chce od niej odejść, by spłacić dług u Jabby. Zostaje pochwycony przez łowcę nagród Bobę Fetta i zamrożony w bryle karbonitu. Rok później – w Powrocie Jedi – przyjaciele Hana uwalniają go z pałacu Jabby i Solo bierze udział w bitwie przeciwko Imperium, którą Rebelia wygrywa. Ożenił się z Leią, która urodziła mu syna o imieniu Ben. 30 lat później, w Przebudzeniu Mocy dalej był przemytnikiem. Odzyskał wcześniej straconego Sokoła Millenium i pomagał w poszukiwaniach zaginionego Luke’a Skywalkera.

## Życiorys

### Spotkanie Skywalkera i Kenobiego
Siedząc w lokalnej Kantynie na Tatooine, dowiedział się, że Chewbacca znalazł klientów – na pokładzie Sokoła miało znaleźć się miejsce dla starszego mężczyzny, młodziana z farmy, dwóch droidów i żadnych pytań. Han zgodził się na kuszącą ofertę – dwa tysiące w gotówce, plus piętnaście, gdy dowiezie pasażerów do celu, czyli na Alderaan. Gdy ci odeszli, chciał przygotować swój frachtowiec do lotu, ale zatrzymał go Greedo, podrzędny łowca nagród i wykidajło. Po burzliwej dyskusji doszło do wymiany ognia, w której poważnemu uszkodzeniu uległ blat stolika i tors samego Greedo. Han przeprosił za bałagan i udał się do Doku 94, gdzie stał jego statek. Tam odbył rozmowę z Jabbą, którego udobruchał i zaczął grzebać przy statku. Do Doku przybył Chewbacca wraz z pasażerami (młodszy z nich nie był zbyt zachwycony wyglądem Sokoła). Tuż za nimi przybył oddział szturmowców, których Han ostrzelał, po czym wyprowadził statek z doku i, po wymknięciu się niszczycielom skoczył w nadprzestrzeń. Był świadkiem, jak staruszek, zwący się Obi-Wan Kenobi naucza młokosa, Luke’a Skywalkera używania archaicznego miecza świetlnego i opowiada historie o spajającej cały wszechświat potężnej Mocy. Han nie omieszkał wyrazić swojej opinii na ten temat. Gdy Sokół wyszedł z nadprzestrzeni, okazało się, że Alderaan został zniszczony. Chwilę później frachtowiec został przechwycony przez promień ściągający potężnej stacji bojowej wielkości małego księżyca. Nie chcąc poddać się bez walki, Han postanowił, przy współpracy z Obi-Wanem i Lukiem zdezaktywować promień ściągający i wydostać się ze stacji. Po drodze uwolnił z celi skazaną na śmierć księżniczkę Leię, przeżył niemiłe chwile w zgniataczu odpadów i odbył regularną bitwę z Szturmowcami. Gdy uciekli ze stacji, już bez Obi-Wana, który zjednoczył się z mocą, podczas walki z  Darthem Vaderem, obronił Sokoła za pomocą górnej wieżyczki laserowej, niszcząc dwa myśliwce TIE (pozostałe dwa zniszczył Luke, co bardzo Korelianinowi zaimponowało). Na Yavinie IV Han odebrał nagrodę i odleciał. W ostatniej chwili, po namowach Chewbakki, wrócił, zestrzelił myśliwce z ogona Luke’a, czym umożliwił mu zniszczenie Gwiazdy Śmierci.

### W służbie Rebelii

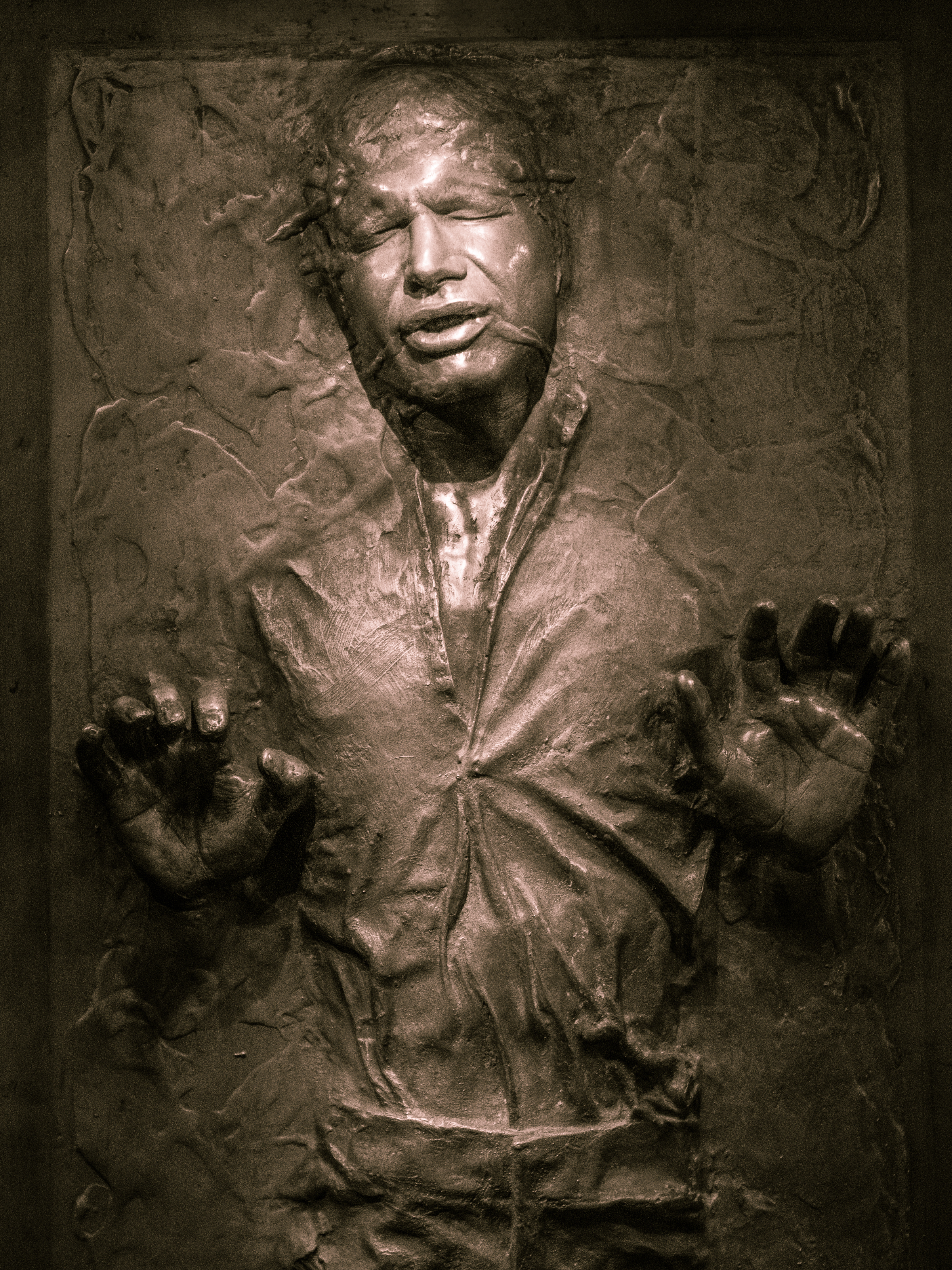
Han Solo zamrożony w karbonicie

Przez następne lata wciąż coś stawało Hanowi na drodze, by spłacić dług Jabbie – co prawda próbował zawieźć mu pieniądze, ale został zaatakowany i obrabowany przez piratów Karmazynowego Jacka. Han brał udział w wielu drobniejszych i większych misjach dla Sojuszu i do czasu, gdy Rebelia umiejscowiła bazę na Hoth VI, Han ścigany był nie tylko przez Hutta, ale i Imperium – uszkodził między innymi napęd Executora i pomógł ewakuować bazę na Yavin IV. Na Hoth ocalił przed pewną śmiercią Luke’a i zniszczył imperialnego probota. Pomógł uciec Lei i C-3PO z Bazy Echo i w brawurowym pościgu przez Pas Asteroid Hoth zdołał zgubić pościg. Wtedy też dość wyraźnie dał do zrozumienia Lei, że coś do niej czuje. Zdołał dotrzeć pozbawionym hipernapędu Sokołem na Bespin, gdzie Lando Calrissian stał się nowym Baronem-Administratorem Miasta Chmur. Wcześniej jednak z zepsutym napędem Han wylądował na Gwiezdnym Niszczycielu, ale później odleciał. Niestety, na Bespinie Lando został zmuszony do wydania przyjaciela w ręce Imperium i Han najpierw był torturowany, następnie został zamrożony w karbonicie. Zanim jednak to się stało, Leia wyznała mu miłość. Han odpowiedział krótko: „Wiem”.
Zamrożony Han stał się obiektem walk między Rebeliantami a Bobą Fettem, a także między Bobą Fettem a pozostałymi łowcami nagród pragnącymi nagrody od Jabby. Nikomu jednak nie udało się odbić Hana i Fett dostarczył Huttowi „jedyne w galaktyce dzieło sztuki wykonane przez Dartha Vadera”.
Gdy odzyskał przytomność, był już w pałacu Jabby. Uwolniła go Leia, która wdarła się do pałacu w przebraniu łowcy nagród, pod pozorem odebrania nagrody za złapanie Chewiego. Niestety chwilę później Han trafił do więzienia, a Leia stała się niewolnicą Jabby. Han na pewien czas stracił wzrok, co było efektem ubocznym zamrożenia w karbonicie. Do pałacu Jabby wkrótce zawitał Luke, który przyszedł z żądaniem uwolnienia przyjaciół. Został on również pojmany przez żołnierzy Jabby, ale ten był na to przygotowany. Han razem z Lukiem i Chewbaką miał być stracony w jamie Sarlacca, ale Rycerz Jedi odzyskał miecz świetlny i wprowadził na statku zamieszanie, w wyniku którego zginęli prawie wszyscy żołnierze Jabby, Boba Fett wylądował w jamie Sarlacca, ale przeżył. Także sam Jabba zginął, uduszony przez Leię.

### Bitwa o Endor
Zaraz po uwolnieniu, Han z przyjaciółmi poleciał na zebranie Sojuszu. Przedstawiono na nim plan, który na celu miał zniszczenie Drugiej Gwiazdy Śmierci, a także zamordowanie Imperatora Palpatine’a, który miał na niej przebywać. Han, wraz z Leią, Lukiem, Chewiem i kilkoma żołnierzami, polecieli na księżyc Endor, ukradzionym promem imperialnym. Na jego orbicie znajdowała się Gwiazda Śmierci, a Han i reszta mieli zniszczyć bunkier, który emitował pole ochronne niegotowej jeszcze Gwiazdy Śmierci. Na Endorze wylądowali bez problemu, ale rozdzielili się z Leią, która rozbiła swój śmigacz w pogoni za szturmowcami. Odnalazł ją Ewok o imieniu Wicket, który zaprowadził ją do swojej wioski. Wkrótce Han, Luke, Chewie i droidy wpadli w pułapkę Ewoków i również trafili do wioski, tylko że oni mieli skończyć jako kolacja. Od opresji wybawił ich C-3PO, którego Ewoki uznały za bóstwo. Namówił on później swoich „wiernych”, by pomogli im stoczyć bój ze szturmowcami. Ewoki przystały na tę propozycję. Po tym wydarzeniu, przyjaciel Hana, Luke Skywalker postanowił, że odda się w ręce swego ojca, by go nawrócić na Jasną Stronę. Tymczasem mieszkańcy Endoru pokazali Rebeliantom tylne wejście do bunkra, które było bardzo słabo bronione. Jeden z Ewoków odwrócił uwagę szturmowców, dzięki czemu Rebelianci weszli do bunkra. Niestety, wpadli w pułapkę Imperatora. Zostali aresztowani, a przy bunkrze otoczyły ich tłumy żołnierzy. Zapewne Rebelia poniosłaby klęskę, gdyby z pomocą nie przyszły Ewoki. Zaatakowały one wojska Imperium i z pomocą żołnierzy Rebelii pokonały je. Chewbacca za to, wraz z kilkoma Ewokami rozwiązał problem otwarcia bunkra. Zdobył on maszynę typu AT-ST, dzięki czemu Han mógł skontaktować się z obsługą schronu. Podszywając się pod imperialnego żołnierza, namówił obsługę do wyjścia na zewnątrz. Gdy otwarły się drzwi schronu, żołnierzy ze środka aresztowano, a sam bunkier zdetonowano. Dzięki temu znikło pole ochronne i piloci maszyn walczących na orbicie mogli zaatakować Gwiazdę Śmierci. Tymczasem na jej pokładzie zginął Imperator, zabity przez Vadera, który nie mógł znieść widoku umierającego syna, torturowanego przez Palpatine’a. Vader nawrócił się na Jasną Stronę, ale doznał zbyt dużych obrażeń podczas walki z Lukiem, a także gdy wrzucał Imperatora do szybu. Luke zdążył z nim porozmawiać, a później uciekł ze stacji, która za moment eksplodowała.
Na Endorze po zniszczeniu Gwiazdy Śmierci, Han myśląc, że Leia kocha Luke’a oznajmił jej, że zamierza odlecieć i im nie przeszkadzać. Księżniczka wyznała mu wtedy, że kocha Luke’a, ale jako brata, bo nieco wcześniej odkryła tajemnicę. Han był ogromnie zdziwiony, ale także ucieszony. Solo jeszcze długo po tych słowach całował Leię. Na zabawie, którą urządzono na powierzchni planety, spotkali się prawie wszyscy Rebelianci. Hana i jego przyjaciół uznano za bohaterów. Wraz ze zniszczeniem Gwiazdy Śmierci II, zaczął się powolny rozpad Imperium.

### Po zakończeniu galaktycznej wojny domowej
Około rok po bitwie o Endor, Han poślubił Leię i urodził im się wrażliwy na Moc syn Ben, którym interesował się potężny użytkownik ciemnej strony Snoke. Leia, by go chronić, wysłała go na szkolenie Jedi do swojego brata Luke’a. Jednak Ben był do takiego stopnia zafascynowany Darthem Vaderem, że przeszedł na ciemną stronę Mocy, zabił wszystkich padawanów Skywalkera, przystał do Snoke’a i przyjął przydomek Kylo Ren. Ta tragedia doprowadziła do oddalenia się od siebie Hana i Leii.
Han Solo wrócił do swojego dawnego życia jako przemytnik. Razem z Chewbaką, stracili Sokoła Millenium. Po latach udało im się odzyskać statek dzięki zbieraczce złomu – Rey, byłemu szturmowcowi – Finnowi oraz droidowi – BB-8. Po tym jak Han dowiedział się, że w BB-8 ukryta jest mapa z kryjówką Luke’a Skywalkera, postanowił polecieć na Takodanę, do starej znajomej, Maz Kanaty i stamtąd dostarczyć BB-8 do bazy Ruchu Oporu. Han był pod wrażeniem umiejętności pilotażu Rey i zaoferował jej pracę na Sokole. Ona jednak, mimo chęci odrzuciła jego ofertę by wrócić na swoją rodzinną planetę. Po dotarciu do zamku Kanaty, Takodanę zaatakowały siły Najwyższego Porządku. Dzięki X-wingom Ruchu Oporu, atak złowrogich sił został odparty. Han zauważył jednak jak jego syn, Kylo Ren zabrał nieprzytomną Rey na pokład swojego promu.
Wśród delegacji Ruchu Oporu znalazła się Leia – przywódczyni rebeliantów. Odbyła z Hanem rozmowę o ich przeszłości i o ich synu. Potem polecieli na D’Qar, gdzie znajdowała się siedziba Ruchu Oporu. Tam rebelianci planowali atak na bazę Starkiller. Finn pokazał słaby punkt superbroni. Konieczne było jednak wyłączenie osłon. Na ochotnika do tego zadania zgłosił się Han, a wraz z nim mieli polecieć Chewbacca i Finn. Przed odlotem Han odbył jeszcze rozmowę z żoną. Stwierdził, że zawiedli jako rodzice, ale Leia odparła, że winny jest Snoke. Poprosiła męża, by sprowadził Bena do domu, gdyż wierzyła, że jest w nim jeszcze dobro.
Po dostaniu się do wnętrza placówki Najwyższego Porządku, Han, Chewbacca i Finn schwytali kapitan Phasmę i kazali jej wyłączyć pole ochronne. Po pozbyciu się dowódczyni szturmowców, poszli znaleźć Rey. Okazało się, że zdołała sama się wydostać z celi. Han zauważył swojego syna kroczącego po moście nad przepaścią reaktora. Podszedł do niego i przekonywał go, by wrócił na jasną stronę Mocy. Ten jednak, po wewnętrznej walce z sobą, pchnął go mieczem w wyniku czego Han spadł do reaktora.
Rok później Han Solo ukazał się pośmiertnie swojemu synowi w jego wizji, doprowadzając do jego powrotu na jasną stronę Mocy.

## Expanded Universe (Legendy)

### Młodość
Młodość spędził jako typowe dziecko ulicy, żebrząc o każdy kawałek chleba. W tym czasie, na młodego Solo zwrócił uwagę Garris Shrike, kapitan Farciarza, przemytniczego statku pochodzącego z okresu Wojen Klonów. Obietnice lepszego życia i kosmicznych przygód sprawiły, że Han Solo zdecydował się przyłączyć do Shrike'a. Wkrótce jednak okazało się, że Farciarz jest w istocie statkiem niewolniczym, a jego załoga składała się głównie ze złodziei i oszustów. Shrike miał także pod opieką grupę dzieci wyszkoloną w żebraniu i kradzieży kieszonkowej. Bezpośredni nadzór nad nimi stanowił F8GN, miedzianozłoty droid zbudowany z dużej mierze części pochodzących ze złomowisk (postać robota oparto na bohaterze powieści Karola Dickensa Oliver Twist).
Z biegiem czasu Han Solo przystosował się do swojej roli drobnego złodziejaszka. Jego największym marzeniem było jednak wciąż zostanie pilotem. Solo odkrył także u siebie zdolności do nauki języków obcych, co miało mu ułatwić późniejszą karierę przemytnika.
Na pokładzie Farciarza nie miał przyjaciół poza starą kobietą wookiee, Dewlanną, którą traktował niemal jak matkę. Od niej dowiedział się także, jak brzmi jego nazwisko – Dewlanna wyciągnęła tę informację od pijanego Shrike'a, który wiedział chyba najwięcej o korzeniach młodego Solo.

### Ucieczka z Farciarza i Ilezja
Gdy Han miał osiemnaście lat, natrafił na ogłoszenie nadane z planety Ilezja – grupa kapłanów potrzebowała pilota, najlepiej Korelianina, do transportu towarów. Han postanowił uciec z Farciarza, gdzie było mu bardzo źle. Postanowił się pożegnać z Dewlanną i uciec. Nakrył go jednak Shrike wraz ze swym bratem, Larradem. Doszło do bójki i strzelaniny, w wyniku której Dewlanna zginęła, Garris i Larrad zostali ranni, a Han uciekł. Założywszy skafander próżniowy wskoczył na pokład automatycznego frachtowca o nazwie Ilezjański Sen, który zdążał prosto na Ilezję. Śniąc i wspominając przeszłość Han zdołał z trudem przetrwać na pozbawionym atmosfery statku przelot na planetę, ale zdołał brawurowo wylądować w jej zdradliwej atmosferze. Najwyższy Arcykapłan Ilezji, pochodzący z rasy t'landa Til Teroenza był pod ogromnym wrażeniem zdolności i brawury młodego pilota i zatrudnił go. Han, używając fałszywego nazwiska Vykk Draygo, rozpoczął pracę dla kolonii religijnej, która tak naprawdę okazała się doskonale zorganizowaną przetwórnią przyprawy pełną bezwolnych pracowników uzależnionych od tak zwanego Uniesienia. Z początku Han w ogóle nie przejmował się tym, że cały mit Ilezji to wielkie oszustwo. Pracował i spisywał się bardzo dobrze. Przydzielono mu „ochroniarza” – Togorianin Muuurgh miał nie tylko pilnować bezpieczeństwa Hana, ale i zabić go, jeśli zrobi coś nieodpowiedniego. Han, zwiedzając przetwórnię przyprawy, spotkał młodą Koreliankę, w której się zakochał. Bria Tharen, bo tak naprawdę nazywała się znana mu wcześniej jako Pątniczka 921 kobieta, także powoli zdała sobie sprawę z tego, że czuje coś do Hana, nie mogła jednak uwolnić się od uzależnienia od Uniesienia. Han załatwił dla niej posadę konserwatora kolekcji skarbów należącej do Teroenzy. T'landa Tilowie nie przewidzieli także, że Hana i Muuurgha połączy serdeczna przyjaźń, pogłębiona, gdy okazało się, że na Ilezji przebywa ukochana Togorianina, poszukiwana przez niego od dawna Mrrov. Wtedy to Han opracował plan ucieczki z Ilezji – chciał umknąć z planety wraz z Brią, Mrrov, Muuurghiem i jak największą ilością skarbów z kolekcji Arcykapłana. Plan powiódł się częściowo, bowiem wszyscy zdołali uciec, lecz nie obyło się bez ran, zaś tylko niewielka część skarbów wpadła w ręce uciekinierów. Przy okazji kilka eksponatów uległo zniszczeniu, a Hutt Zavval, bezpośredni nadzorca kolonii na Ilezji został przypadkiem przez Hana zabity, co łącznie zaowocowało wyznaczeniem nagrody za głowy Korelian.

### Przemytnik
Po odwiedzinach na Togorii, Han i Bria udali się do domu rodzinnego Korelianki, gdzie Han nie spotkał się z entuzjastycznym powitaniem. Dlatego Bria i Han uciekli stamtąd i udali się na Coruscant. Han postanowił zapisać się do Akademii. Gdy chciał wydobyć pieniądze, które uzyskał za sprzedaż skradzionych skarbów, okazało się, że prawda o pochodzeniu pieniędzy wyszła na jaw i Hana usiłowano aresztować. Zdołał umknąć, a następnego dnia Bria odeszła, zostawiając mu list, w którym napisała, że nie chce niszczyć mu marzeń.
Han załamał się, ale gdy doszedł do siebie, z jeszcze większą determinacją postanowił zapisać się do Akademii. Gdy już to zrobił, czekała go jeszcze walka z Shrikiem, który go zdołał wytropić. Gdy Han pokonał go oraz przygodnego łowcę nagród, zdołał upozorować własną śmierć. Parę dni później dostał się do Akademii na Caridzie. Poznał tam kilku ludzi, którzy zostali jego przyjaciółmi, jak choćby niesubordynowanego Mako Spince, czy instruktora zwanego Alexsandr Badure.
Razem z Chewbaką zaangażowali się w przemyt i zdobyli sobie reputację najlepszych w „interesie”. Jednakże podczas jednego z lotów, ich statek został namierzony przez okręty Imperium, zaś sam Han Solo, by uniknąć aresztowania, musiał pozbyć się ładunku. Skończyło się to jego długiem u Jabby the Hutta, dla którego pracował, a który wyznaczył za niego nagrodę (konsekwencją wyznaczenia tej nagrody było polowanie na jego głowę zakończone karbonizacją Hana Solo przez Vadera i ustawieniem płyty ze skarbonizowanym Hanem w „salonie” Jabby jako swoistej ozdoby). Sytuacja była na tyle desperacka, by Solo i Chewbacca zgodzili się na propozycję Luke’a Skywalkera i Obi-Wana, by zabrać ich na Alderaan. W rezultacie, Solo zostaje wplątany w rebelię przeciwko Imperium.
Han z początku nie robił wiele poza upijaniem się i rozpamiętywaniem przeszłości. Gdy jednak w końcu wziął się w garść, postanowił zacząć pracować jako najemny pilot i przemytnik. Udał się na Nar Shaddaa, wychodząc ze słusznego założenia, że najlepiej rozkręci swą „karierę”, jako bazę wypadową traktując Księżyc Przemytników. Poza tym, wiedział, że najwięcej zarobi, pracując dla Huttów. Dotarł na Nar Shaddaa, gdzie spotkał wielu interesujących ludzi i nawiązał kilka przyjaźni, między innymi z podającym się za krewnego Hana Jarikiem, czy z wybitnym mechanikiem, Shugiem Ninxem. Spotkał też swego starego kumpla, Mako. W międzyczasie zmagać musiał się z łowcami nagród, którzy łasili się na nagrodę za żywego Hana, wyznaczoną przez Teroenzę.
Han dość szybko stał się sławny w półświatku. Przy pierwszym w życiu przelocie przez Trasę na Kessel nieomal nie pobił rekordu. Nie posiadał jednak wciąż własnego statku, latając na maszynach należących do huttyjskiego klanu Desilijic. Pewnego dnia wraz z Chewbaką udał się na pokaz iluzjonistki Xaverri i był pod takim wrażeniem jej umiejętności, że po występie zdołał zaciągnąć ją na randkę. Przez długi czas przebywali ze sobą. Pewnego dnia, gdy od niej wracał, został obezwładniony przez Bobę Fetta, najlepszego w galaktyce łowcę nagród. Ocalił Hana jednak pewien ciemnoskóry mężczyzna, który przedstawił mu się jako Lando Calrissian. Dwaj mężczyźni dość szybko zaprzyjaźnili się. Lando wyjaśnił mu, że potrzebuje instruktora, który nauczy go pilotować jego frachtowiec. Gdy Han ujrzał maszynę, o którą chodziło, Sokoła Millenium, zakochał się w niej od razu. Musiał zdobyć dla siebie pojazd i marzył, by był to Sokół, nie dał jednak tego poznać po sobie. Wypożyczył od Lando używany frachtowiec typu Starmite, który nazwał Bria na cześć swej straconej miłości. W międzyczasie poznał kolejną kobietę, z którą później był – Sallę Zend.
Gdy doszło do bitwy o Nar Shaddaa, Han nie tylko zdołał przekupić Imperialnych oficerów, ale i bohatersko brał udział w walkach, jako jeden z zaimprowizowanych dowódców. Po tej bitwie stracił jednak Brię i znów był bez statku. Zdobył więc pieniądze i postanowił wziąć udział w wielkich zawodach sabaka w Mieście Chmur na Bespin. Doszedł tam do finału i wygrał nie tylko mnóstwo pieniędzy, ale i wymarzonego Sokoła – okazało się, że walczył w finałowej rozgrywce z Lando, który postawił, prócz pieniędzy, weksel na statek. Jako szczęśliwy posiadacz wspaniałej maszyny, Han udał się z Chewbaką i Jarikiem (którego zaczął traktować jak kuzyna, choć wiedział, że nie są spokrewnieni) na Kashyyyk. Gdy wrócił i zmodyfikował Sokoła jeszcze bardziej, zaczął ścigać się z Sallą do czasu, gdy jeden z takich wyścigów zakończył się nieomal śmiercią Salli. Po tym wydarzeniu kobieta spoważniała i postanowiła pobrać się z Hanem i prowadzić wraz z nim stateczne życie. Zapomniała tylko spytać, co on o tym sądzi. Han umknął do Sektora Wspólnego, nie będąc gotowym na małżeństwo. Tam spotkało go wiele przygód – poznał dwa niezwykłe droidy, Bolluxa i Błękitnego Maxa, zniszczył więzienie Władz Sektora zwane Krańcem Gwiazd, pokonując przy okazji bardzo groźnego zabójcę, Uula-Rha-Shana. Następnie został wplątany w aferę z łowcami niewolników i, chcąc nie chcą musiał ją rozwiązać wraz z Fiollą. Udało mu się i przy okazji zdobył dziesięć tysięcy kredytów. Następnie wraz z przyjaciółmi – Alexsandrem Badure, Hasti Troujow i Skynxem udał się na poszukiwanie legendarnego skarbu Xima Despoty. Skarb odnalazł, choć było to niejakie rozczarowanie. Musiał też pokonać najlepszego rewolwerowca w galaktyce, Gallandro. Gdy wrócił na Nar Shaddaa, spotkał tam Brię, teraz już oficera Rebelii, która namówiła go i innych przemytników do współpracy przy ataku na Ilezję. Atak ów okazał się skuteczny, lecz okazał się oszustwem wymierzonym przeciw przemytnikom, którzy nie otrzymali obiecanego wynagrodzenia. Przemytnicy obarczyli winą za to Hana. Ten z początku bardzo chciał wrócić do Brii, ale po tym, jak go oszukała, zdenerwował się i rzekł, że nie chce jej już znać. Na domiar złego, jego ostatni transport przyprawy zakończył się fiaskiem, gdyż administrator Kessel, Muruth Doole wydał Hana Imperium. Han wyrzucił ładunek w przestrzeń i był przez to winien Huttowi Jabbie ponad dziesięć tysięcy kredytów.

### Dalsze losy
Po klęsce Imperium pod Endorem pojawiło się wiele osób, które uważały się za prawowitych spadkobierców Palpatine’a. Jednym z nich był lord Zsinj – imperialny dowódca, który dysponował gwiezdnym superniszczycielem, który nazwał „Żelazna Pięść” na cześć swojego pierwszego statku – niszczyciela typu Victory. Han Solo stanął na czele sił Nowej Republiki oddelegowanych do walki z Zsinjem (m.in.: „Mon Remonda”, „Mon Karren”, eskadry Widm, Łotrów (X-wing), Oszczepu (A-wing) i Nova (B-wing)).
Kilka lat po zwycięstwie nad Imperatorem Han żeni się z Leią Organą. Mają trójkę dzieci – bliźnięta Jacena i Jainę oraz o rok młodszego Anakina. 36 lat po śmierci Vadera przy życiu została już tylko ich córka, gdyż Anakin Solo ginie w powieści Gwiazda po gwieździe Troya Denninga (w wieku 17 lat), a Jacen Solo w powieści Invincible, również Troya Denninga (pierwsza z książek wchodzi w skład serii Nowa era Jedi, a druga w skład serii Dziedzictwo Mocy).

## Osobowość
Charakteryzował się nieprzeciętnymi umiejętnościami – wielokrotnie przewidywał czyhające nań niebezpieczeństwo, jak również zaskoczył samego Vadera podczas bitwy o Yavin. Był również wspaniałym pilotem, co udowodnił, uciekając myśliwcom Imperium w pas asteroid.